# Bloody Kids
Pour plus de détails, voir Fiche technique et Distribution.
Bloody Kids est un film britannique réalisé par Stephen Frears et écrit par Stephen Poliakoff, tourné en 1979 et sorti en 1980.

## Synopsis
Leo et Mike sont deux garçons de 11 ans, qui, livrés à eux-mêmes et impressionnés par des élèves plus âgés, glissent progressivement dans la délinquance. Séchant l'école, ils s'inventent peu à peu un monde irréel, se montant la tête l'un l'autre. Pour se rendre intéressant, Léo organise son propre meurtre fictif par Mike, mais cela ne tourne pas exactement comme prévu et Mike se retrouve fugitif et à la merci de mauvaises rencontres. Il passe une journée avec la bande de Ken, un voyou cynique mais cependant protecteur. Arrivant à manipuler la police qui ne peut imaginer leur perversité puérile, les deux garçons échapperont au pire.

## Fiche technique
- Titre : Bloody Kids
- Réalisation : Stephen Frears
- Scénario : Stephen Poliakoff
- Photographie : Chris Menges
- Montage : Peter Coulson
- Musique : George Fenton
- Direction artistique : Martin Johnson
- Costumes : Sally Nieper
- Producteur : Barry Henson
- Distribution : British Lion Film Corporation et Incorporated Television Company
- Pays d'origine:  Royaume-Uni
- Langue :
- Format : Couleur — 16 mm — 1,37:1 — Son : Mono
- Genre : Film dramatique
- Durée : 91 min
- Dates de sortie :
  -  Royaume-Uni : 23 mars 1980
  -  États-Unis : 23 septembre 1980

## Distribution
- Derrick O'Connor : l'inspecteur de police Ritchie
- Gary Holton : Ken
- Richard Thomas : Leo Turner
- Peter Clark : Mike Simmonds
- Gwyneth Strong : Jan, la copine de Ken
- Caroline Embling : Susan, la sœur de Leo
- Jack Douglas (en) : l'officier de police
- Billy Colvill : Williams
- P. H. Moriarty : un policier
- George Costigan as School Masters 2
- Stewart Harwood : le garde de sécurité de l'école
- Daniel Peacock : un collégien
- Mel Smith : le portier de la discothèque
- Jimmy Hibbert : un jeune de la discothèque
- Kim Taylforth : un jeune de la discothèque
- Nula Conwell : un membre de la bande de Ken
- Gary Olsen : un membre de la bande de Ken (comme Gary Olson)
- Jesse Birdsall : un membre de la bande de Ken
- Roger Lloyd-Pack : le médecin de l'hôpital
- Brenda Fricker : l'infirmière
- Colin Campbell : le conducteur du bus
- Geraldine James : la femme de l'inspecteur Ritchie

## Autour du film
- Le rôle adulte principal, l'inspecteur de police Ritchie, était originellement prévu pour Richard Beckinsale mais celui-ci décéda juste avant le début du tournage.
- Le thème du film, la délinquance grave des très jeunes, prend un aspect prophétique au vu des faits divers survenus par la suite en Grande-Bretagne, notamment la dramatique affaire James Bulger en 1993.
- Le film est tourné dans l'Essex, à Southend-on-Sea, Westcliff-on-Sea, Leigh-on-Sea et Canvey Island.
- Le film, qui n'a pas été projeté en salle en France, est disponible en DVD.